# モラ

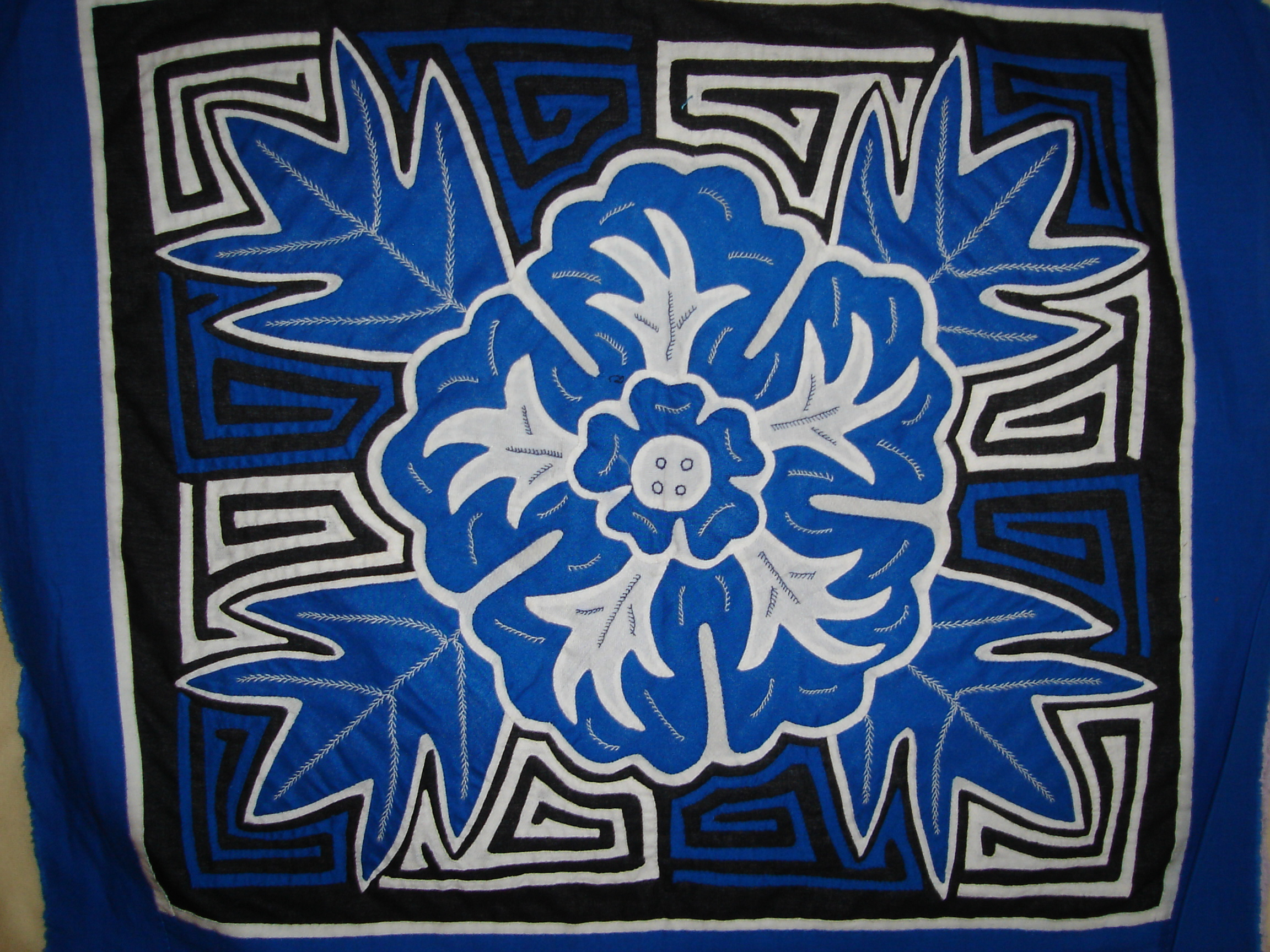
モラ

モラ (mola) は、パナマの手芸。色の違う布を重ねて縫い、模様の形にくりぬいて作る。
もとはクナ族の民族衣装に使用される飾り布を指していたが、現在は観光用に作られた布もモラと呼ばれている。とくにアメリカに愛好家が多い。
刺繡に分類される場合と、キルトに分類される場合とがある。